# Heliocharis
Heliocharis is een geslacht van libellen (Odonata) uit de familie van de kaalpootjuffers (Dicteriadidae).

## Soorten
Heliocharis omvat 1 soort:
- Heliocharis amazona Selys, 1853